# 東靖路駅
座標: 北緯31度17分34秒 東経121度35分3秒 / 北緯31.29278度 東経121.58417度
東靖路駅（とうせいろえき）は中華人民共和国上海市浦東新区に位置する上海地下鉄6号線の駅である。

## 駅構造
- 相対式ホーム2面2線を有する高架駅。

## 歴史
- 2007年12月29日 - 開業。

## 隣の駅
上海軌道交通
■6号線
五洲大道駅 - 東靖路駅 - 巨峰路駅